# Lliga Europa de la UEFA 2017-2018
La Lliga Europa de la UEFA 2017–18 (en anglès, UEFA Europa League) va ser la 47ena edició d'aquesta competició. Excepte canvis posteriors, es va disputar entre el 29 de juny de 2017 i el 16 de maig de 2018.
El guanyador de la Lliga Europa es classifica per a la següent temporada de la Lliga de Campions de la UEFA. Entrarà almenys a les eliminatòries de classificació, i podran classificar en la fase de grups. El campió jugarà la Supercopa d'Europa 2018 contra el campió de la Lliga de Campions de la UEFA 2017–18.
La final de la Lliga Europa de la UEFA es va jugar en el Parc Olympique Lyonnais de Décines-Charpieu. La final es va disputar entre l'Olympique de Marsella i Atlètic de Madrid i fou guanyada pel Atlético de Madrid, en la seva tercera victòria al torneig.

## Distribució d'equips per federacions
Un total de 190 equips de 55 federacions nacionals participaran en aquesta edició. Depenent dels seus respectius coeficients UEFA, les federacions tenen un nombre determinat de places.

### Classificació de les federacions de la UEFA
| Posició | Associació      | Coef.   | Equips      |
| ------- | --------------- | ------- | ----------- |
| 1       | Espanya         | 105.713 | 3           |
| 2       | Alemanya        | 80.177  | 3           |
| 3       | Anglaterra      | 76.284  | 3 (-1) (LE) |
| 4       | Itàlia          | 70.439  | 3           |
| 5       | Portugal        | 53.082  | 3           |
| 6       | França          | 52.749  | 3           |
| 7       | Rússia          | 51.082  | 3           |
| 8       | Ucraïna         | 44.883  | 3           |
| 9       | Bèlgica         | 40.000  | 3           |
| 10      | Països Baixos   | 35.563  | 3           |
| 11      | Turquia         | 34.600  | 3           |
| 12      | Suïssa          | 33.775  | 3           |
| 13      | República Txeca | 32.925  | 3           |
| 14      | Grècia          | 29.700  | 3           |
| 15      | Romania         | 25.383  | 3           |
| 16      | Àustria         | 25.100  | 3           |
| 17      | Croàcia         | 23.875  | 3           |
| 18      | Polònia         | 22.500  | 3           |
| 19      | Xipre           | 22.175  | 3           |

| Posició | Associació    | Coef.  | Equips |
| ------- | ------------- | ------ | ------ |
| 20      | Belarús       | 20.000 | 3      |
| 21      | Suècia        | 19.875 | 3      |
| 22      | Noruega       | 19.250 | 3      |
| 23      | Israel        | 18.625 | 3      |
| 24      | Dinamarca     | 18.600 | 3      |
| 25      | Escòcia       | 17.300 | 3      |
| 26      | Azerbaidjan   | 14.875 | 3      |
| 27      | Sèrbia        | 14.625 | 3      |
| 28      | Kazakhstan    | 14.125 | 3      |
| 29      | Bulgària      | 13.125 | 3      |
| 30      | Eslovènia     | 13.125 | 3      |
| 31      | Eslovàquia    | 12.000 | 3      |
| 32      | Liechtenstein | 10.375 | 1      |
| 33      | Hongria       | 9.875  | 3      |
| 34      | Moldàvia      | 9.125  | 3      |
| 35      | Islàndia      | 8.750  | 3      |
| 36      | Geòrgia       | 8.125  | 3      |
| 37      | Finlàndia     | 7.400  | 3      |

| Posició | Associació           | Coef. | Equips |
| ------- | -------------------- | ----- | ------ |
| 38      | Bòsnia i Hercegovina | 7.125 | 3      |
| 39      | Albània              | 6.625 | 3      |
| 40      | Macedònia            | 6.000 | 3      |
| 41      | Irlanda              | 5.450 | 3      |
| 42      | Letònia              | 5.375 | 3      |
| 43      | Luxemburg            | 5.250 | 3      |
| 44      | Montenegro           | 4.875 | 3      |
| 45      | Lituània             | 4.625 | 3      |
| 46      | Irlanda del Nord     | 4.500 | 3      |
| 47      | Estònia              | 4.250 | 3      |
| 48      | Armènia              | 4.125 | 3      |
| 49      | Illes Fèroe          | 3.625 | 3      |
| 50      | Malta                | 3.583 | 3      |
| 51      | Gal·les              | 3.500 | 3      |
| 52      | Gibraltar            | 1.000 | 2      |
| 53      | Andorra              | 0.999 | 2      |
| 54      | San Marino           | 0.333 | 2      |
| 55      | Kosovo               | 0.000 | 1      |

El Manchester United FC es va classificar per a la fase de grups, ja que l'equip acabà en sisè lloc a la FA Premier League 2016-17. No obstant això, l'equip es va classificar per la Lliga de Campions 2017-18 perquè va guanyar l'anterior Lliga Europa de la UEFA.

## Dates de les Rondes i Sorteig
El calendari de la competició és el següent. Tots els sorteigs es duràn a terme a Nyon, llevat que s'indiqui el contrari.
| Fase          | Ronda                          | Data del Sorteig           | Anada                                                       | Tornada                                                     |
| ------------- | ------------------------------ | -------------------------- | ----------------------------------------------------------- | ----------------------------------------------------------- |
| Classificació | Primera Ronda de Classificació | 19 de juny 2017            | 29 de juny 2017                                             | 6 de juny 2017                                              |
| Classificació | Segona Ronda de Classificació  | 19 de juny 2017            | 13 de juliol 2017                                           | 20 de juliol 2017                                           |
| Classificació | Tercera Ronda de Classificació | 14 de juliol 2017          | 27 de juliol 2017                                           | 3 d'agost 2017                                              |
| Eliminatòries | Eliminatòries                  | 4 d'agost 2017             | 17 d'agost 2017                                             | 24 d'agost 2017                                             |
| Fase de grups | Dia del partit 1               | 25 d'agost 2017 (a Mònaco) | 14 de setembre 2017                                         | 14 de setembre 2017                                         |
| Fase de grups | Dia del partit 2               | 25 d'agost 2017 (a Mònaco) | 28 de setembre 2017                                         | 28 de setembre 2017                                         |
| Fase de grups | Dia del partit 3               | 25 d'agost 2017 (a Mònaco) | 19 d'octobre 2017                                           | 19 d'octobre 2017                                           |
| Fase de grups | Dia del partit 4               | 25 d'agost 2017 (a Mònaco) | 2 de novembre 2017                                          | 2 de novembre 2017                                          |
| Fase de grups | Dia del partit 5               | 25 d'agost 2017 (a Mònaco) | 23 de novembre 2017                                         | 23 de novembre 2017                                         |
| Fase de grups | Dia del partit 6               | 25 d'agost 2017 (a Mònaco) | 7 de desembre 2017                                          | 7 de desembre 2017                                          |
| Eliminatòries | Ronda de 32                    | 11 de desembre 2017        | 15 de febrer 2018                                           | 22 de febrer 2018                                           |
| Eliminatòries | Vuitens                        | 23 de febrer 2018          | 8 de març 2018                                              | 15 de març 2018                                             |
| Eliminatòries | Quarts de final                | 16 de març 2018            | 5 d'abril 2018                                              | 12 d'abril 2018                                             |
| Eliminatòries | Semifinals                     | 13 d'abril 2018            | 26 d'abril 2018                                             | 3 de maig 2018                                              |
| Eliminatòries | Final                          | 13 d'abril 2018            | 16 de maig 2018 a Parc Olympique Lyonnais, Décines-Charpieu | 16 de maig 2018 a Parc Olympique Lyonnais, Décines-Charpieu |

## Rondes de Classificació
En les rondes de classificació, els equips es divideixen en grups basat en els seus coeficients UEFA. Equips d'una mateixa federació no poden jugar un contra l'altre.

### Primera Ronda de Classificació
Un total de 100 equips jugaran en la primera ronda de classificació. Els partits d'anada es van jugar el 29 de juny de 2017. Els partits de tornada es van jugar el 6 de juliol.
| Equip local anada     | Resultat    | Equip local tornada   | Anada | Tornada |
| --------------------- | ----------- | --------------------- | ----- | ------- |
| Maccabi Tel Aviv      | 5-0         | KF Tirana             | 2-0   | 3-0     |
| Mladost Lučani        | 0-5         | Inter Bakú            | 0-3   | 0-2     |
| FC Shirak             | 2-4         | ND Gorica             | 0-2   | 2-2     |
| KF Shkëndija          | 7-0         | Dacia Chişinău        | 3-0   | 4-0     |
| AS Trenčín            | 8-1         | FC Torpedo Kutaisi    | 5-1   | 3-0     |
| FK Kairat Almaty      | 8-1         | FK Atlantas           | 6-0   | 2-1     |
| FC Chikhura Sachkhere | 1-2         | SC Rheindorf Altach   | 0-1   | 1-1     |
| Zira FK               | 4-1         | FC Differdange 03     | 2-0   | 2-1     |
| Levski Sofia          | 3-1         | FK Sutjeska Nikšić    | 3-1   | 0-0     |
| Lech Poznań           | 7-0         | FK Pelister           | 4-0   | 3-0     |
| Beitar Jerusalem      | 7-3         | Vasas                 | 4-3   | 3-0     |
| CS Fola Esch          | 3-2         | Milsami Orhei         | 2-1   | 1-1     |
| FK Vojvodina          | 2-3         | MFK Ružomberok        | 2-1   | 0-2     |
| FK Ertis              | 3-0         | Dunav Ruse            | 1-0   | 2-0     |
| FK Mladost Podgorica  | 4-0         | FC Gandzasar Kapan    | 1-0   | 3-0     |
| NK Široki Brijeg      | 2-0         | FK Ordabasy           | 2-0   | 0-0     |
| KF Partizani Tirana   | 1-4         | Botev Plovdiv         | 1-3   | 0-1     |
| Pyunik                | 1-9         | Slovan Bratislava     | 1-4   | 0-5     |
| FC Dinamo Batumi      | 0-5         | Jagiellonia Białystok | 0-1   | 0-4     |
| FC Videoton           | 5-3         | Balzan FC             | 2-0   | 3-3     |
| Estrella Roja         | 6-3         | Floriana              | 3-0   | 3-3     |
| UE Santa Coloma       | 0-6         | NK Osijek             | 0-2   | 0-4     |
| Tre Penne             | 0-7         | FK Rabotnički         | 0-1   | 0-6     |
| Željezničar           | 3-2         | FK Zeta Golubovci     | 1-0   | 2-2     |
| St Joseph's FC        | 0-10        | AEL Limassol          | 0-4   | 0-6     |
| Valletta FC           | 3-0         | Folgore               | 2-0   | 1-0     |
| FC Zaria Bălți        | 3-3 (6-5 p) | FK Sarajevo           | 2-1   | 1-2     |
| Rangers FC            | 1-2         | FC Progrès Niedercorn | 1-0   | 0-2     |
| AEK Làrnaca           | 6-1         | Lincoln Red Imps      | 5-0   | 1-1     |
| KS Skënderbeu Korçë   | 6-0         | UE Sant Julià         | 1-0   | 5-0     |
| FK Ventspils          | 0-1         | Valur                 | 0-0   | 0-1     |
| Bala Town             | 1-5         | FC Vaduz              | 1-2   | 0-3     |
| Domžale               | 5-2         | Flora                 | 2-0   | 3-2     |
| FC Midtjylland        | 10-2        | Derry City            | 6-1   | 4-1     |
| Haugesund             | 7-0         | Coleraine             | 7-0   | 0-0     |
| St Johnstone          | 1-3         | FK Trakai             | 1-2   | 0-1     |
| VPS                   | 2-0         | NK Olimpija Ljubljana | 1-0   | 1-0     |
| Crusaders             | 3-3 (c)     | FK Liepāja            | 3-1   | 0-2     |
| FK Dinamo Minsk       | 4-1         | NSÍ Runavík           | 2-1   | 2-0     |
| Stjarnan              | 0-2         | Shamrock Rovers       | 0-1   | 0-1     |
| Odd Grenland          | 5-0         | Ballymena United      | 3-0   | 2-0     |
| Connah's Quay Nomads  | 1-3         | HJK                   | 1-0   | 0-3     |
| Nõmme Kalju           | 4-2         | B36 Tórshavn          | 2-1   | 2-1     |
| Ferencvárosi          | 3-0         | FK Jelgava            | 2-0   | 1-0     |
| IFK Norrköping        | 6-0         | FC Prishtina          | 5-0   | 1-0     |
| FK Xakhtor            | 1-2         | FK Sūduva             | 0-0   | 1-2     |
| KR                    | 2-0         | SJK                   | 0-0   | 2-0     |
| FC Levadia            | 2-6         | Cork City             | 0-2   | 2-4     |
| Lyngby BK             | 4-0         | Bangor City           | 1-0   | 3-0     |
| KÍ                    | 0-5         | AIK                   | 0-0   | 0-5     |

### Segona Ronda de Classificació
Un total de 66 equips jugaran en la segona ronda de classificació. Els partits d'anada es jugaran el 13 de juliol de 2017. Els partits de tornada es jugaran el 20 de juliol.
| Equip local anada   | Resultat   | Equip local tornada   | Anada | Tornada |
| ------------------- | ---------- | --------------------- | ----- | ------- |
| Beitar Jerusalem    | 1-5        | Botev Plovdiv         | 1-1   | 0-4     |
| Apollon Limassol    | 5-1        | FC Zaria Bălți        | 3-0   | 2-1     |
| FK Rabotnički       | 1-4        | FK Dinamo Minsk       | 1-1   | 0-3     |
| Slovan Bratislava   | 1-3        | Lyngby BK             | 0-1   | 1-2     |
| Shamrock Rovers     | 2-5        | FK Mladá Boleslav     | 2-3   | 0-2     |
| Željezničar         | 0-2        | AIK Solna             | 0-0   | 0-2     |
| Cork City           | 0-2        | AEK Làrnaca           | 0-1   | 0-1     |
| FK Kairat Almaty    | 1-3        | KS Skënderbeu Korçë   | 1-1   | 0-2     |
| Panionios FC        | 5-2        | ND Gorica             | 2-0   | 3-2     |
| FC Astra Giurgiu    | 3-1        | Zira FK               | 3-1   | 0-0     |
| Haugesund           | 3-4        | Lech Poznań           | 3-2   | 0-2     |
| Brøndby IF          | 3-2        | VPS                   | 2-0   | 1-2     |
| IFK Norrköping      | 3-3 p(3-5) | FK Trakai             | 2-1   | 1-2     |
| HNK Hajduk          | 3-1        | Levski Sofia          | 1-0   | 2-1     |
| Nõmme Kalju         | 1-4        | Videoton              | 0-3   | 1-1     |
| Maccabi Tel Aviv    | 5-1        | KR                    | 3-1   | 2-0     |
| Valletta FC         | 1-3        | FC Utrecht            | 0-0   | 1-3     |
| MFK Ružomberok      | 2-1        | Brann                 | 0-1   | 2-0     |
| FK Liepāja          | 1-2        | FK Sūduva             | 0-2   | 1-0     |
| FK Qäbälä           | 3-1        | Jagiellonia Białystok | 1-1   | 2-0     |
| Progrès Niedercorn  | 1-3        | AEL Limassol          | 0-1   | 1-2     |
| SC Rheindorf Altach | 4-1        | FK Dinamo Brest       | 1-1   | 3-0     |
| Östersunds FK       | 3-1        | Galatasaray           | 2-0   | 1-1     |
| Inter Bakú          | 2-4        | CS Fola Esch          | 1-0   | 1-4     |
| FC Vaduz            | 0-2        | Odd Grenland          | 0-1   | 0-1     |
| Valur               | 3-5        | Domžale               | 1-2   | 2-3     |
| FK Ertis            | 1-3        | Estrella Roja         | 1-1   | 0-2     |
| Aberdeen            | 3-1        | NK Široki Brijeg      | 1-1   | 2-0     |
| Ferencvárosi        | 3-7        | FC Midtjylland        | 2-4   | 1-3     |
| Sturm Graz          | 3-1        | FK Mladost Podgorica  | 0-1   | 3-0     |
| KF Shkëndija        | 4-2        | HJK                   | 3-1   | 1-1     |
| AS Trenčín          | 1-3        | Bnei Yehuda           | 1-1   | 0-2     |
| NK Osijek           | 3-2        | Luzern                | 2-0   | 1-2     |

### Tercera Ronda de Classificació
Un total de 58 equips jugaran en la tercera ronda de classificació. Els partits d'anada es jugaran el 27 de juliol. Els partits de tornada es jugaran el 3 d'agost.
| Equip local anada        | Resultat    | Equip local tornada | Anada | Tornada |
| ------------------------ | ----------- | ------------------- | ----- | ------- |
| PSV Eindhoven            | 0-2         | NK Osijek           | 0-1   | 0-1     |
| FK Trakai                | 2-4         | KF Shkëndija        | 2-1   | 0-3     |
| FC Krasnodar             | 5-2         | Lyngby BK           | 2-1   | 3-1     |
| Sturm Graz               | 2-3         | Fenerbahçe SK       | 1-2   | 1-1     |
| Panathinaikos FC         | 3-1         | FK Qäbälä           | 1-0   | 2-1     |
| FK Mladá Boleslav        | 3-3 (p 2-4) | KS Skënderbeu Korçë | 2-1   | 1-2     |
| FK Austria Wien          | 2-1         | AEL Limassol        | 0-0   | 2-1     |
| GNK Dinamo de Zagreb     | 2-1         | Odd Grenland        | 2-1   | 0-0     |
| FC Dinamo București      | 1-4         | Athletic Club       | 1-1   | 0-3     |
| FC Olimpik Donetsk       | 1-3         | PAOK Salònica FC    | 1-1   | 0-2     |
| Arka Gdynia              | 4-4         | FC Midtjylland      | 3-2   | 1-2     |
| Östersunds FK            | 3-1         | CS Fola Esch        | 1-0   | 2-1     |
| FC Girondins Bordeaux    | 2-2         | Videoton            | 2-1   | 0-1     |
| Maccabi Tel Aviv         | 2-0         | Panionios FC        | 1-0   | 1-0     |
| FC Utrecht               | 2-2         | Lech Poznań         | 0-0   | 2-2     |
| CS Universitatea Craiova | 0-3         | AC Milan            | 0-1   | 0-2     |
| Brøndby IF               | 0-2         | HNK Hajduk          | 0-0   | 0-2     |
| KKA Gent                 | 2-4         | SC Rheindorf Altach | 1-1   | 1-3     |
| FC Astra Giurgiu         | 0-1         | FC Oleksandriya     | 0-0   | 0-1     |
| Everton FC               | 2-0         | MFK Ružomberok      | 1-0   | 1-0     |
| Aberdeen FC              | 2-3         | Apollon Limassol    | 2-1   | 0-2     |
| Estrella Roja Belgrad    | 3-0         | AC Sparta Praha     | 2-0   | 1-0     |
| Botev Plovdiv            | 0-2         | CS Marítimo         | 0-0   | 0-2     |
| Bnei Yehuda              | 1-2         | FC Zenit            | 0-2   | 1-0     |
| Olympique de Marsella    | 4-2         | KV Oostende         | 4-2   | 0-0     |
| SC Freiburg              | 1-2         | Domžale             | 1-0   | 0-2     |
| AEK Làrnaca              | 3-1         | FK Dinamo Minsk     | 2-0   | 1-1     |
| AIK Solna                | 2-3         | SC Braga            | 1-1   | 1-2     |
| FK Sūduva                | 4-1         | FC Sion             | 3-0   | 1-1     |

## Ronda eliminatòria
Un total de 44 equips jugaran en les eliminatòries. El sorteig de les eliminatòries es va durar terme el 4 d'agost de 2017.
Els partits d'anada es jugaran els dies 16 i 17 d'agost de 2017. Els partits de tornada es jugaran els dies 24 d'agost de 2017.
| Equip local anada      | Resultat | Equip local tornada   | Anada | Tornada |
| ---------------------- | -------- | --------------------- | ----- | ------- |
| AC Milan               | 7-0      | KF Shkëndija          | 6-0   | 1-0     |
| NK Osijek              | 2-2      | Austria Viena         | 1-2   | 1-0     |
| FC Krasnodar           | 4-4      | Estrella Roja         | 3-2   | 1-2     |
| Club Brugge            | 0-3      | AEK FC                | 0-0   | 0-3     |
| Marítimo               | 1-3      | Dinamo de Kíev        | 0-0   | 1-3     |
| Panathinaikos FC       | 0-1      | Athletic Club         | 0-0   | 0-1     |
| Apollon Limassol       | 4-3      | FC Midtjylland        | 3-2   | 1-1     |
| FH Hafnarfjörður       | 3-5      | SC Braga              | 1-2   | 2-3     |
| Everton FC             | 3-1      | HNK Hajduk Split      | 2-0   | 1-1     |
| FC Viitorul Constanța  | 1-7      | FC Red Bull Salzburg  | 1-3   | 0-4     |
| FK Vardar Skopje       | 4-1      | Fenerbahçe SK         | 2-0   | 2-1     |
| AFC Ajax               | 2-4      | Rosenborg BK          | 0-1   | 2-3     |
| SC Rheindorf Altach    | 2-3      | Maccabi Tel Aviv FC   | 0-1   | 2-2     |
| BATE Borisov           | 3-2      | FC Oleksandriya       | 1-1   | 2-1     |
| GNK Dinamo de Zagreb   | 1-1      | KS Skënderbeu Korçë   | 1-1   | 0-0     |
| PFC Ludogorets Razgrad | 2-0      | FK Sūduva             | 2-0   | 0-0     |
| NK Domžale             | 1-4      | Olympique de Marsella | 1-1   | 0-3     |
| FK Partizan            | 4-0      | FC Videoton           | 0-0   | 4-0     |
| FC Utrecht             | 1-2      | FC Zenit              | 1-0   | 0-2     |
| KP Legia Varsòvia      | 1-1      | FC Sheriff Tiraspol   | 1-1   | 0-0     |
| FC Viktoria Plzeň      | 3-1      | AEK Làrnaca           | 3-1   | 0-0     |
| PAOK Salònica FC       | 3-3      | Östersunds FK         | 3-1   | 0-2     |

## Fase de Grups
El sorteig de la fase de grups es va celebrar el dia 25 d'agost del 2017.

### Grup A
| Pos | Equip               | PJ | PG | PE | PP | GF | GC | DG | Pts | Classificació        |     | VIL | AST | PRA | MAC |
| --- | ------------------- | -- | -- | -- | -- | -- | -- | -- | --- | -------------------- | --- | --- | --- | --- | --- |
| 1   | Vila-real CF        | 6  | 3  | 2  | 1  | 10 | 6  | +4 | 11  | Avança a Ronda de 32 |     | —   | 3-1 | 2-2 | 0-1 |
| 2   | FK Astana           | 6  | 3  | 1  | 2  | 10 | 7  | +3 | 10  | Avança a Ronda de 32 |     | 2-3 | —   | 1-1 | 4-0 |
| 3   | SK Slavia Praha     | 6  | 2  | 2  | 2  | 6  | 6  | 0  | 8   |                      |     | 0-2 | 0-1 | —   | 1-0 |
| 4   | Maccabi Tel Aviv FC | 6  | 1  | 1  | 4  | 1  | 8  | −7 | 4   |                      | 0-0 | 0-1 | 0-2 | —   |     |

### Grup B
| Pos | Equip             | PJ | PG | PE | PP | GF | GC | DG | Pts | Classificació        |     | DK  | PAR | YB  | SKE |
| --- | ----------------- | -- | -- | -- | -- | -- | -- | -- | --- | -------------------- | --- | --- | --- | --- | --- |
| 1   | FC Dinamo de Kíev | 6  | 4  | 1  | 1  | 15 | 9  | +6 | 13  | Avança a Ronda de 32 |     | —   | 4-1 | 2-2 | 3-1 |
| 2   | FK Partizan       | 6  | 2  | 2  | 2  | 8  | 9  | −1 | 8   | Avança a Ronda de 32 |     | 2-3 | —   | 2-1 | 2-0 |
| 3   | BSC Young Boys    | 6  | 1  | 3  | 2  | 7  | 8  | −1 | 6   |                      |     | 0-1 | 1-1 | —   | 2-1 |
| 4   | KS Skënderbeu     | 6  | 1  | 2  | 3  | 6  | 10 | −4 | 5   |                      | 3-2 | 0-0 | 1-1 | —   |     |

### Grup C
| Pos | Equip               | PJ | PG | PE | PP | GF | GC | DG | Pts | Classificació        |     | BRA | LUD | IBB | HOF |
| --- | ------------------- | -- | -- | -- | -- | -- | -- | -- | --- | -------------------- | --- | --- | --- | --- | --- |
| 1   | SC Braga            | 6  | 3  | 1  | 2  | 9  | 8  | +1 | 10  | Avança a Ronda de 32 |     | —   | 0-2 | 2-1 | 3-1 |
| 2   | Ludogorets Razgrat  | 6  | 2  | 3  | 1  | 7  | 5  | +2 | 9   | Avança a Ronda de 32 |     | 1-1 | —   | 1-2 | 2-1 |
| 3   | İstanbul Büyükşehir | 6  | 2  | 2  | 2  | 7  | 8  | −1 | 8   |                      |     | 2-1 | 0-0 | —   | 1-1 |
| 4   | TSG 1899 Hoffenheim | 6  | 1  | 2  | 3  | 8  | 10 | −2 | 5   |                      | 1-2 | 1-1 | 3-1 | —   |     |

### Grup D
| Pos | Equip           | PJ | PG | PE | PP | GF | GC | DG | Pts | Classificació        |     | MIL | AEK | RIJ | AWI |
| --- | --------------- | -- | -- | -- | -- | -- | -- | -- | --- | -------------------- | --- | --- | --- | --- | --- |
| 1   | AC Milan        | 6  | 3  | 2  | 1  | 13 | 6  | +7 | 11  | Avança a Ronda de 32 |     | —   | 0-0 | 3-2 | 5-1 |
| 2   | AEK Atenes FC   | 6  | 1  | 5  | 0  | 6  | 5  | +1 | 8   | Avança a Ronda de 32 |     | 0-0 | —   | 2-2 | 2-2 |
| 3   | HNK Rijeka      | 6  | 2  | 1  | 3  | 11 | 12 | −1 | 7   |                      |     | 2-0 | 1-2 | —   | 1-4 |
| 4   | FK Austria Wien | 6  | 1  | 2  | 3  | 9  | 16 | −7 | 5   |                      | 1-5 | 0-0 | 1-3 | —   |     |

### Grup E
| Pos | Equip            | PJ | PG | PE | PP | GF | GC | DG  | Pts | Classificació        |     | ATA | OL  | EVE | APO |
| --- | ---------------- | -- | -- | -- | -- | -- | -- | --- | --- | -------------------- | --- | --- | --- | --- | --- |
| 1   | Atalanta BC      | 6  | 4  | 2  | 0  | 14 | 4  | +10 | 14  | Avança a Ronda de 32 |     | —   | 1-0 | 3-0 | 3-1 |
| 2   | Olympique de Lió | 6  | 3  | 2  | 1  | 11 | 4  | +7  | 11  | Avança a Ronda de 32 |     | 1-1 | —   | 3-0 | 4-0 |
| 3   | Everton FC       | 6  | 1  | 1  | 4  | 7  | 15 | −8  | 4   |                      |     | 1-5 | 1-2 | —   | 2-2 |
| 4   | Apollon Limassol | 6  | 0  | 3  | 3  | 5  | 14 | −9  | 3   |                      | 1-1 | 1-1 | 0-3 | —   |     |

### Grup F
| Pos | Equip            | PJ | PG | PE | PP | GF | GC | DG | Pts | Classificació        |     | LOK | KOB | SHE | ZLI |
| --- | ---------------- | -- | -- | -- | -- | -- | -- | -- | --- | -------------------- | --- | --- | --- | --- | --- |
| 1   | Lokomotiv Moscou | 6  | 3  | 2  | 1  | 9  | 4  | +5 | 11  | Avança a Ronda de 32 |     | —   | 2-1 | 1-2 | 3-0 |
| 2   | FC København     | 6  | 2  | 3  | 1  | 7  | 3  | +4 | 9   | Avança a Ronda de 32 |     | 0-0 | —   | 2-0 | 3-0 |
| 3   | FC Sheriff       | 6  | 2  | 3  | 1  | 4  | 4  | 0  | 9   |                      |     | 1-1 | 0-0 | —   | 1-0 |
| 4   | FC Zlín          | 6  | 0  | 2  | 4  | 1  | 10 | −9 | 2   |                      | 0-2 | 1-1 | 0-0 | —   |     |

### Grup G
| Pos | Equip              | PJ | PG | PE | PP | GF | GC | DG | Pts | Classificació        |     | VIK | STE | LUG | HBS |
| --- | ------------------ | -- | -- | -- | -- | -- | -- | -- | --- | -------------------- | --- | --- | --- | --- | --- |
| 1   | Viktoria Plzeň     | 6  | 4  | 0  | 2  | 13 | 8  | +5 | 12  | Avança a Ronda de 32 |     | —   | 2-0 | 4-1 | 3-1 |
| 2   | Steaua Bucureşti   | 6  | 3  | 1  | 2  | 9  | 7  | +2 | 10  | Avança a Ronda de 32 |     | 3-0 | —   | 1-2 | 1-1 |
| 3   | AC Lugano          | 6  | 3  | 0  | 3  | 9  | 11 | −2 | 9   |                      |     | 3-2 | 1-2 | —   | 1-0 |
| 4   | Hapoel Be'er Sheva | 6  | 1  | 1  | 4  | 5  | 10 | −5 | 4   |                      | 0-2 | 1-2 | 2-1 | —   |     |

### Grup H
| Pos | Equip         | PJ | PG | PE | PP | GF | GC | DG  | Pts | Classificació        |     | ARS | ERO | KOL | BAT |
| --- | ------------- | -- | -- | -- | -- | -- | -- | --- | --- | -------------------- | --- | --- | --- | --- | --- |
| 1   | Arsenal FC    | 6  | 4  | 1  | 1  | 14 | 4  | +10 | 13  | Avança a Ronda de 32 |     | —   | 0-0 | 3-1 | 6-0 |
| 2   | Estrella Roja | 6  | 2  | 3  | 1  | 3  | 2  | +1  | 9   | Avança a Ronda de 32 |     | 0-1 | —   | 1-0 | 1-1 |
| 3   | 1. FC Köln    | 6  | 2  | 0  | 4  | 7  | 8  | −1  | 6   |                      |     | 1-0 | 0-1 | —   | 5-2 |
| 4   | BATE Borisov  | 6  | 1  | 2  | 3  | 6  | 16 | −10 | 5   |                      | 2-4 | 0-0 | 1-0 | —   |     |

### Grup I
| Pos | Equip         | PJ | PG | PE | PP | GF | GC | DG | Pts | Classificació        |     | RED | MAR | KON | VIT |
| --- | ------------- | -- | -- | -- | -- | -- | -- | -- | --- | -------------------- | --- | --- | --- | --- | --- |
| 1   | FC Red Bull   | 6  | 3  | 3  | 0  | 7  | 1  | +6 | 12  | Avança a Ronda de 32 |     | —   | 1-0 | 0-0 | 3-0 |
| 2   | Ol. Marseille | 6  | 2  | 2  | 2  | 4  | 4  | 0  | 8   | Avança a Ronda de 32 |     | 0-0 | —   | 1-0 | 2-1 |
| 3   | Konyaspor     | 6  | 1  | 3  | 2  | 4  | 6  | −2 | 6   |                      |     | 0-2 | 1-1 | —   | 2-1 |
| 4   | Vitória SC    | 6  | 1  | 2  | 3  | 5  | 9  | −4 | 5   |                      | 1-1 | 1-0 | 1-1 | —   |     |

### Grup J
| Pos | Equip            | PJ | PG | PE | PP | GF | GC | DG | Pts | Classificació        |     | ATH | OST | ZOR | HER |
| --- | ---------------- | -- | -- | -- | -- | -- | -- | -- | --- | -------------------- | --- | --- | --- | --- | --- |
| 1   | Athletic Club    | 6  | 3  | 2  | 1  | 8  | 5  | +3 | 11  | Avança a Ronda de 32 |     | —   | 1-0 | 0-1 | 3-2 |
| 2   | Östersunds FK    | 6  | 3  | 2  | 1  | 8  | 4  | +4 | 11  | Avança a Ronda de 32 |     | 2-2 | —   | 2-0 | 1-0 |
| 3   | FK Zorya         | 6  | 2  | 0  | 4  | 3  | 9  | −6 | 6   |                      |     | 0-2 | 0-2 | —   | 2-1 |
| 4   | Hertha Berlin SC | 6  | 1  | 2  | 3  | 6  | 7  | −1 | 5   |                      | 0-0 | 1-1 | 2-0 | —   |     |

### Grup K
| Pos | Equip         | PJ | PG | PE | PP | GF | GC | DG | Pts | Classificació        |     | LAZ | NIC | ZUL | VIT |
| --- | ------------- | -- | -- | -- | -- | -- | -- | -- | --- | -------------------- | --- | --- | --- | --- | --- |
| 1   | SS Lazio      | 6  | 4  | 1  | 1  | 12 | 7  | +5 | 13  | Avança a Ronda de 32 |     | —   | 1-0 | 2-0 | 1-1 |
| 2   | OGC Nice      | 6  | 3  | 0  | 3  | 12 | 7  | +5 | 9   | Avança a Ronda de 32 |     | 1-3 | —   | 3-1 | 3-0 |
| 3   | Zulte Waregem | 6  | 2  | 1  | 3  | 8  | 13 | −5 | 7   |                      |     | 3-2 | 1-5 | —   | 1-1 |
| 4   | SBV Vitesse   | 6  | 1  | 2  | 3  | 5  | 10 | −5 | 5   |                      | 2-3 | 1-0 | 0-2 | —   |     |

### Grup L
| Pos | Equip          | PJ | PG | PE | PP | GF | GC | DG  | Pts | Classificació        |     | ZEN | RSO | ROS | VAR |
| --- | -------------- | -- | -- | -- | -- | -- | -- | --- | --- | -------------------- | --- | --- | --- | --- | --- |
| 1   | FC Zenit       | 6  | 5  | 1  | 0  | 17 | 5  | +12 | 16  | Avança a Ronda de 32 |     | —   | 3-1 | 3-1 | 2-1 |
| 2   | Reial Societat | 6  | 4  | 0  | 2  | 16 | 6  | +10 | 12  | Avança a Ronda de 32 |     | 1-3 | —   | 4-0 | 3-0 |
| 3   | Rosenborg BK   | 6  | 1  | 2  | 3  | 6  | 11 | −5  | 5   |                      |     | 1-1 | 0-1 | —   | 3-1 |
| 4   | FK Vardar      | 6  | 0  | 1  | 5  | 3  | 20 | −17 | 1   |                      | 0-5 | 0-6 | 0-6 | —   |     |

## Fase Final

### Setzens de final
El sorteig es va celebrar el dia 11 de desembre del 2017.
Els partits d'anada es van disputar entre el 13 i el 15 de febrer i els de tornada entre el 22 i 23 de febrer de 2018.
| Partit | Equip 1           | Resultat global | Equip 2              | Resultat anada | Resultat tornada |
| ------ | ----------------- | --------------- | -------------------- | -------------- | ---------------- |
| 1      | Borussia Dortmund | 4:3             | Atalanta BC          | 3:2            | 1:1              |
| 2      | OGC Nice          | 2:4             | Lokomotiv Moscou     | 2:3            | 0:1              |
| 3      | FC København      | 1:5             | Atlètic de Madrid    | 1:4            | 0:1              |
| 4      | FK Spartak Moscou | 3:4             | Athletic Club        | 1:3            | 2:1              |
| 5      | AEK Atenes FC     | 1:1             | Dinamo Kíev          | 1:1            | 0:0              |
| 6      | Celtic FC         | 1:3             | FK Zenit             | 1:0            | 0:3              |
| 7      | SSC Napoli        | 3:3             | RB Leipzig           | 1:3            | 2:0              |
| 8      | FK Estrella Roja  | 0:1             | CSKA Moscou          | 0:0            | 0:1              |
| 9      | Ol. Lyonnais      | 4:1             | Vila-real CF         | 3:1            | 1:0              |
| 10     | Reial Societat    | 3:4             | FC Red Bull Salzburg | 2:2            | 1:2              |
| 11     | FK Partizan       | 1:3             | FC Viktoria Plzeň    | 1:1            | 0:2              |
| 12     | FC Steaua         | 2:5             | SS Lazio             | 1:0            | 1:5              |
| 13     | PFK Ludogorets    | 0:4             | AC Milan             | 0:3            | 0:1              |
| 14     | FK Astana         | 4:6             | Sporting CP          | 1:3            | 3:3              |
| 15     | Östersunds FK     | 2:4             | Arsenal FC           | 0:3            | 2:1              |
| 16     | Ol. Marseille     | 3:1             | SC Braga             | 3:0            | 0:1              |

### Vuitens de final
El sorteig es va celebrar el dia 23 de febrer del 2018.
Els partits d'anada es van disputar el 8 de març i els de tornada el 15 de març de 2018.
| Partit | Equip 1           | Resultat global | Equip 2              | Resultat anada | Resultat tornada |
| ------ | ----------------- | --------------- | -------------------- | -------------- | ---------------- |
| 1      | SS Lazio          | 4:2             | Dinamo Kíev          | 2:2            | 2:0              |
| 2      | RB Leipzig        | 3:2             | FK Zenit             | 2:1            | 1:1              |
| 3      | Atlètic de Madrid | 8:1             | Lokomotiv Moscou     | 3:0            | 5:1              |
| 4      | CSKA Moscou       | 3:3             | Ol. Lyonnais         | 0:1            | 3:2              |
| 5      | Ol. Marseille     | 5:2             | Athletic Club        | 3:1            | 2:1              |
| 6      | Sporting CP       | 3:2             | FC Viktoria Plzeň    | 2:0            | 1:2              |
| 7      | Borussia Dortmund | 1:2             | FC Red Bull Salzburg | 1:2            | 0:0              |
| 8      | AC Milan          | 1:5             | Arsenal FC           | 0:2            | 1:3              |

### Quarts de final
El sorteig es va celebrar el dia 16 de març del 2018.
Els partits d'anada es van disputar el 5 d'abril i els de tornada el 12 d'abril de 2018.
| Partit | Equip 1           | Resultat global | Equip 2              | Resultat anada | Resultat tornada |
| ------ | ----------------- | --------------- | -------------------- | -------------- | ---------------- |
| 1      | RB Leipzig        | 3:5             | Ol. Marseille        | 1:0            | 2:5              |
| 2      | Arsenal FC        | 6:3             | CSKA Moscou          | 4:1            | 2:2              |
| 3      | Atlètic de Madrid | 2:1             | Sporting CP          | 2:0            | 0:1              |
| 4      | SS Lazio          | 5:6             | FC Red Bull Salzburg | 4:2            | 1:4              |

### Semifinals
El sorteig es va celebrar el dia 13 d'abril del 2018.
Els partits d'anada es van disputar el 26 d'abril i els de tornada el 3 de maig de 2018.
| Partit | Equip 1       | Resultat global | Equip 2              | Resultat anada | Resultat tornada |
| ------ | ------------- | --------------- | -------------------- | -------------- | ---------------- |
| 1      | Arsenal FC    | 1:2             | Atlètic de Madrid    | 1:1            | 0:1              |
| 2      | Ol. Marseille | 3:2             | FC Red Bull Salzburg | 2:0            | 1:2              |

### Final
La final es va jugar al Parc Olympique Lyonnais de Décines-Charpieu de Lió el 16 de maig de 2018.
| Ol. Marseille | 0-3     | Atlètic de Madrid               |
| ------------- | ------- | ------------------------------- |
|               | Detalls | * Griezmann 21', 49' - Gabi 89' |

| UEFA Europa League 2017-2018 Guanyador |
| -------------------------------------- |
| Atlètic de Madrid Tercer títol         |